# 무한 잉크 공급장치

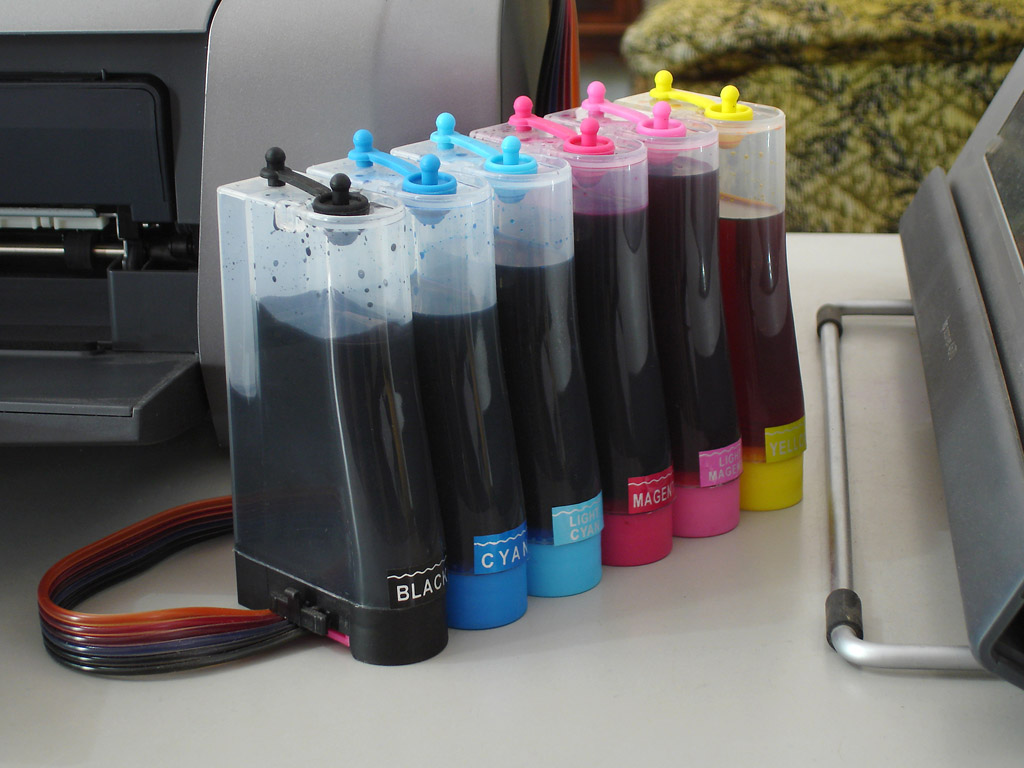
일반적인 무한 잉크 공급장치의 잉크통

무한 잉크 공급장치(영어: continuous ink system)는 큰 잉크통을 프린터 외부에 설치해 쉬운 잉크 충전과 무한한 인쇄를 가능하도록 해 주는 장치이다.